# 노점 (가게)

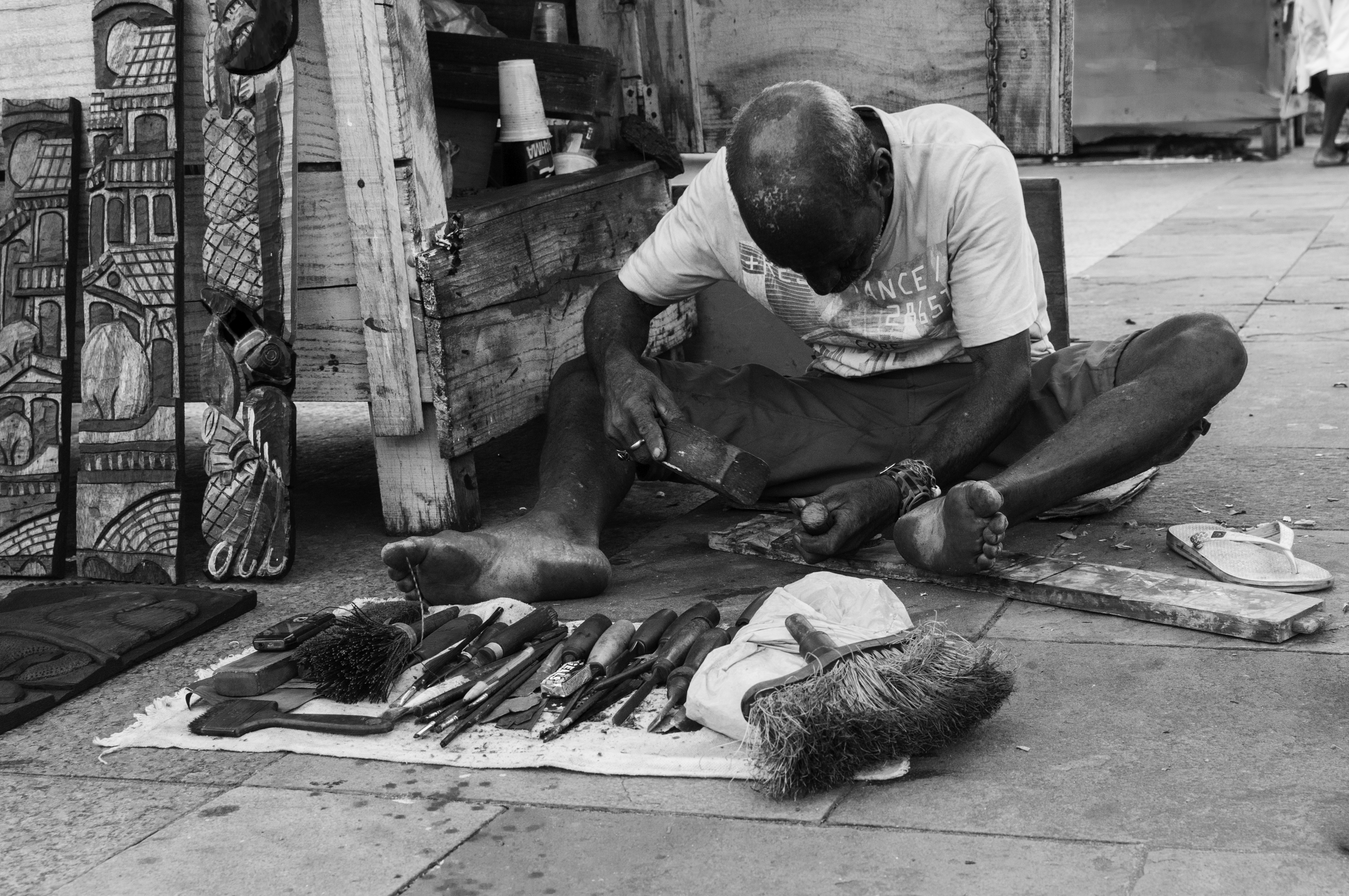
브라질 페르남부쿠주 올린다의 거리 공예가.

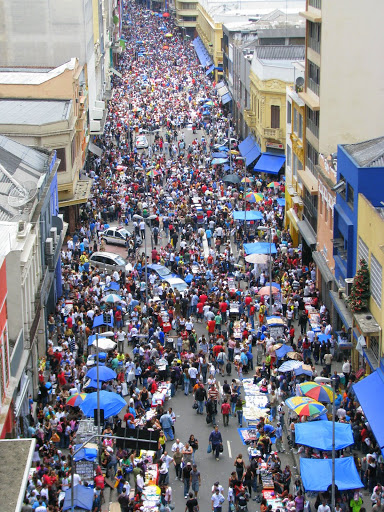
노점 - 상파울루 (브라질).

노점(露店, 영어: street stall)은 길가의 한군데에 물건을 벌여 놓고 장사하는 가게이다. 국립국어원에서 다듬은 말은 거리 가게 또는 길 가게이다.

## 노점에 관한 법률
한국에서 따로 관청의 허가를 받지 않은 노점은 불법이다. 때문에 한국에서는 이러한 불법 노점에 대하여 단속을 하고 있다.

## 같이 보기
- 포장마차
- 야타이